# Laćarak
Laćarak (cyr. Лаћарак, węg. Latyarak, chorw. Laćarak) – wieś w Serbii, w Wojwodinie, w okręgu sremskim, w mieście Sremska Mitrovica. Leży w regionie Srem. W 2011 roku liczyła 10 638 mieszkańców.